# Wendelin Dziubek
Wendelin Dziubek (ur. 4 marca 1897 w Jabłonce, zm. 25 stycznia 1939 w Podwilku) – nauczyciel, działacz patriotyczny, regionalny i społeczny, sygnatariusz Układu Chyżniańskiego (1918), w latach 1919–1920 organizator i dowódca Legii Spisko-Orawskiej oraz Tajnej Organizacji Wojskowej.

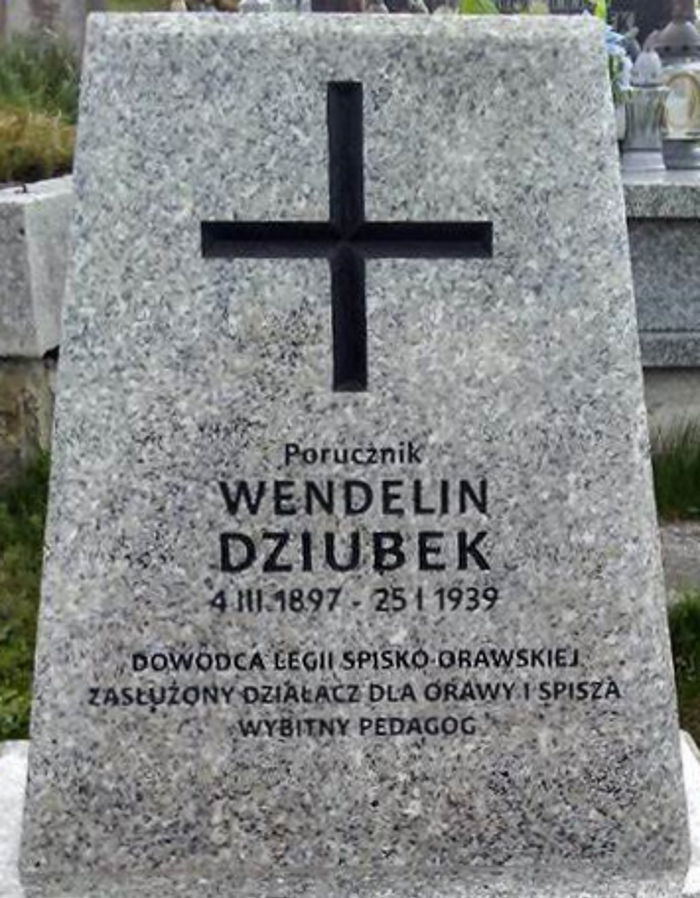
Nagrobek Wendelina Dziubka na cmentarzu w Jabłonce

## Życiorys
Wendelin Dziubek uczęszczał do gimnazjów w Trzcianie i Ostrzyhomiu, gdzie zdał maturę. Od 1912 roku był aktywnym członkiem powstałego w Jabłonce Towarzystwa Miłośników Języka Ojczystego, zrzeszającego orawską młodzież, uczącą się w szkołach węgierskich, a chcącą poznawać literacki język polski. W 1913 roku brał udział w zjeździe Związku Podhalan w Czarnym Dunajcu, a w roku następnym w Dniu Spisko-Orawskim w Zakopanem. Po wybuchu I wojny światowej został zmobilizowany i po odbyciu przeszkolenia oficerskiego wziął udział w działaniach wojennych w składzie 15 pułku huzarów. Do Jabłonki powrócił pod koniec 1918 roku.

### Lata 1918-1920
Po zgłoszeniu się do dyspozycji dowódcy oddziałów podhalańskich w Nowym Targu, podpułkownika Andrzeja Galicy, otrzymał rozkaz objęcia oddziału i obsadzenia nim terytorium Górnej Orawy. W okresie świąt Bożego Narodzenia 1918 roku jego żołnierze starli się z wojskami czesko-słowackimi w rejonie wsi Chyżne skutecznie broniąc wsi i zmuszając napastników do wycofania się  do Trzciany. Wobec coraz trudniejszej sytuacji wojsk polskich w wojnie polsko-bolszewickiej, Po 13 stycznia 1919 roku jego oddział otrzymał rozkaz wycofania się z Górnej Orawy. Od lutego Wendelin Dziubek podjął propolską działalność w regionie, korzystając z poparcia powstałego w Krakowie Narodowego Komitetu Obrony Spisza i Orawy, któremu przewodniczył Kazimierz Przerwa-Tetmajer. Do 16 marca zakończył organizację Legii Spisko-Orawskiej, funkcjonującej w ramach Pułku Strzelców Podhalańskich, a opartej na pochodzących z Orawy i Spisza byłych żołnierzy armii austro-węgierskiej, którzy musieli uciekać z terenów okupowanych przez Czechosłowację i został jej dowódcą. W 1920 r. zorganizował, w części w oparciu o żołnierzy z Kompanii Orawskiej Legii Spisko-Orawskiej, Tajną Organizację Wojskową, która miała zaprzysiężonych ponad 600 członków w 36 orawskich miejscowościach. TOW miała na celu wspieranie polskich starań o Górną Orawę i wzięła czynny udział w przygotowaniach do plebiscytu na spornych obszarach. Do jej głównych zadań należała działalność propagandowa na rzecz Polski, organizacja i ochrona spotkań z ludnością, wieców i zebrań. Kilkakrotnie dochodziło przy tym do starć z członkami podobnych formacji działającej po stronie czesko-słowackiej. Po rezygnacji z plebiscytu i ustaleniu przebiegu granicy przez Radę Ambasadorów, TOW brała udział w zajmowaniu przyznanych Polsce wiosek, po czym uległa rozwiązaniu.
Wendelin Dziubek wziął udział w walkach wojny polsko-bolszewickiej, gdzie został ranny, a później przeniesiony do rezerwy w stopniu porucznika. 

### Okres międzywojenny
8 stycznia 1924 został zatwierdzony w stopniu porucznika ze starszeństwem z 1 czerwca 1919 i 1681. lokatą w korpusie oficerów rezerwy piechoty. W 1922 posiadał przydział w rezerwie do 80 Pułku Piechoty w Słonimie, a od następnego roku do 69 Pułku Piechoty w Gnieźnie. W 1934 posiadał przydział w rezerwie do 1 Pułku Strzelców Podhalańskich w Nowym Sączu.
Po zwolnieniu z wojska ukończył seminarium nauczycielskie i został kierownikiem szkoły powszechnej w Gęstych Domach (obecnie część Jabłonki). 22 listopada 1924 roku ożenił się ze Stanisławą Rączkówną, koleżanką ze studiów. Z jego inicjatywy we wsi powstały ogniska Towarzystwa Szkoły Ludowej i Związku Nauczycielstwa Polskiego, których został prezesem. Zorganizował prace przy budowie Domu Ludowego, w którym 17 lipca 1929 roku uroczyście witał prezydenta Ignacego Mościckiego podczas jego wizyty na Orawie. W 1931 roku był jednym z organizatorów Związku Spisko-Orawskiego i członkiem jego zarządu do przekształcenia w Związek Górali Spisza i Orawy w roku 1936. Na początku roku szkolnego 1933/34, wskutek zatargu z wójtem Janem Sikorą, został służbowo przeniesiony do Odrowąża.
Zmarł w styczniu 1939 roku w Podwilku i został pochowany na cmentarzu parafialnym w rodzinnej Jabłonce.  Pogrzeb miał charakter orawskiej manifestacji patriotycznej, „był manifestacją żalu i uznania jego zasług”, przybyły nań „liczne tłumy miejscowej ludności, młodzież szkolna z nauczycielstwem, delegacje ze wszystkich wsi orawskich, ludność i dzieci z Odrowąża, reprezentacje władz powiatowych z Nowego Targu, przedstawiciele ZNP, duchowieństwo ze Spisza i Orawy”. Depesze kondolencyjne nadesłali m.in. wojewoda śląski – dr Michał Grażyński i rektor Akademii Górniczo-Hutniczej z Krakowa – prof. Walery Goetel.

## Ordery i odznaczenia
- Krzyż Niepodległości (16 marca 1937)[9]
- Srebrny Krzyż Zasługi (13 lipca 1929)[10]
- Odznaka pamiątkowa Polskiej Organizacji Wojskowej
- Medal Pamiątkowy za Wojnę 1918–1921[1]
- Medal Dziesięciolecia Odzyskanej Niepodległości[1]
- Krzyż Legionowy[1]

## Upamiętnienie
Jedna z ulic Jabłonki nosi imię Wendelina Dziubka.
Upamiętniony jest na Pomniku Niepodległości w Podsarniu, odsłoniętym 23 listopada 2018 r. przez Prezydenta Andrzeja Dudę  oraz tabliczką na Murze Orawskich Ojców Niepodległości w Lipnicy Wielkiej, odsłoniętym 4 lipca 2020 r.
Przy jego grobie w Jabłonce, w dniu Święta Niepodległości organizowany jest uroczysty orawski apel poległych..